# Muammer Yıldırım
Muammer Zülfikar Yıldırım (Eğil, 14 settembre 1990) è un calciatore turco, portiere del Samsunspor.

## Carriera

### Club
Cresciuto nelle giovanili del Türk Telekomspor, ha esordito il 17 maggio 2008 in un match perso 3-2 contro il Kırşehirspor.

## Statistiche

### Presenze e reti nei club
Statistiche aggiornate al 30 gennaio 2017.
| Stagione                | Squadra                 | Campionato              | Campionato | Campionato | Coppe nazionali | Coppe nazionali | Coppe nazionali | Coppe continentali | Coppe continentali | Coppe continentali | Altre coppe | Altre coppe | Altre coppe | Totale | Totale | Totale |
| Stagione                | Squadra                 | Comp                    | Pres       | Reti       | Comp            | Pres            | Reti            | Comp               | Pres               | Reti               | Comp        | Pres        | Reti        | Pres   | Reti   |        |
| ----------------------- | ----------------------- | ----------------------- | ---------- | ---------- | --------------- | --------------- | --------------- | ------------------ | ------------------ | ------------------ | ----------- | ----------- | ----------- | ------ | ------ | ------ |
| 2007-2008               | Türk Telekomspor        | 2L                      | 1          | 0          | CT              | 0               | 0               |                    | -                  | -                  |             | -           | -           | 1      | 0      |        |
| 2008-2009               | Türk Telekomspor        | 2L                      | 1          | -1         | CT              | 0               | 0               |                    | -                  | -                  |             | -           | -           | 1      | -1     |        |
| 2009-gen. 2010          | Türk Telekomspor        | 2L                      | 0          | 0          | CT              | 0               | 0               |                    | -                  | -                  |             | -           | -           | 0      | 0      |        |
| gen.-giu. 2010          | Torbalıspor             | 3L                      | 0          | 0          | CT              | 0               | 0               |                    | -                  | -                  |             | -           | -           | 0      | 0      |        |
| 2010-2011               | Türk Telekomspor        | 2L                      | 6          | -9         | CT              | 0               | 0               |                    | -                  | -                  |             | -           | -           | 6      | -9     |        |
| Totale Türk Telekomspor | Totale Türk Telekomspor | Totale Türk Telekomspor | 8          | -10        |                 | 0               | 0               |                    | -                  | -                  |             | -           | -           | 8      | -10    |        |
| 2011-2012               | Vanspor                 | 3L                      | 32         | -36        | CT              | 0               | 0               |                    | -                  | -                  |             | -           | -           | 32     | -36    |        |
| 2012-2013               | Vanspor                 | 3L                      | 28         | -25        | CT              | 1               | -4              |                    | -                  | -                  |             | -           | -           | 29     | -29    |        |
| Totale Vanspor          | Totale Vanspor          | Totale Vanspor          | 60         | -61        |                 | 1               | -4              |                    | -                  | -                  |             | -           | -           | 61     | -65    |        |
| 2013-2014               | Mersin İ. Yurdu         | 1L                      | 1          | 0          | CT              | 0               | 0               |                    | -                  | -                  |             | -           | -           | 1      | 0      |        |
| 2014-2015               | Mersin İ. Yurdu         | SL                      | 7          | -8         | CT              | 2               | -1              |                    | -                  | -                  |             | -           | -           | 9      | -9     |        |
| 2015-2016               | Mersin İ. Yurdu         | SL                      | 26         | -45        | CT              | 0               | 0               |                    | -                  | -                  |             | -           | -           | 26     | -45    |        |
| Totale Mersin İ. Yurdu  | Totale Mersin İ. Yurdu  | Totale Mersin İ. Yurdu  | 34         | -53        |                 | 2               | -1              |                    | -                  | -                  |             | -           | -           | 36     | -54    |        |
| 2016-2017               | Kayserispor             | SL                      | 18         | -32        | CT              | 6               | -11             |                    | -                  | -                  |             | -           | -           | 24     | -43    |        |
| 2017-2018               | Kayserispor             | SL                      | 4          | -4         | CT              | 6               | -4              |                    | -                  | -                  |             | -           | -           | 10     | -8     |        |
| Totale carriera         | Totale carriera         | Totale carriera         | 125        | -160       |                 | 15              | -20             |                    | -                  | -                  |             | -           | -           | 140    | -180   |        |